# Thomasomys vulcani
Thomasomys vulcani és una espècie de mamífer rosegador de la família dels cricètids. És endèmic dels Andes de l'Equador. Es tracta d'un animal nocturn. Els seus hàbitats naturals són els boscos montans i els páramos amb matolls. Està amenaçat per la desforestació, la fragmentació del seu medi i l'expansió de l'agricultura. El seu nom específic, vulcani, significa ‘del volcà’ en llatí.